# Polak Kanadyjski
Polak Kanadyjski – polskojęzyczne pismo wydawane w Toronto w Kanadzie  latach 1946-1950 w randze biuletynu informacyjnego jako pierwszy organ prasowy powstałego 9 lat wcześniej Związku Narodowego Polskiego w Kanadzie.
W lecie 1950 jego miejsce zajął nowo powstały tygodnik Głos Polski, istniejący do dzisiaj.